# IC 4264
IC 4264 је спирална галаксија у сазвјежђу Хидра која се налази на листи објеката дубоког неба у Индекс каталогу.
Деклинација објекта је - 27° 55' 43" а ректасцензија 13h 30m 17,5s. Привидна величина (магнитуда) објекта IC 4264 износи 14,3 а фотографска магнитуда 15,0. Налази се на удаљености од 46,950 милиона парсека од Сунца. IC 4264 је још познат и под ознакама ESO 444-57, MCG -5-32-33, PGC 47452.